# Bitwa pod Hornostajpolem

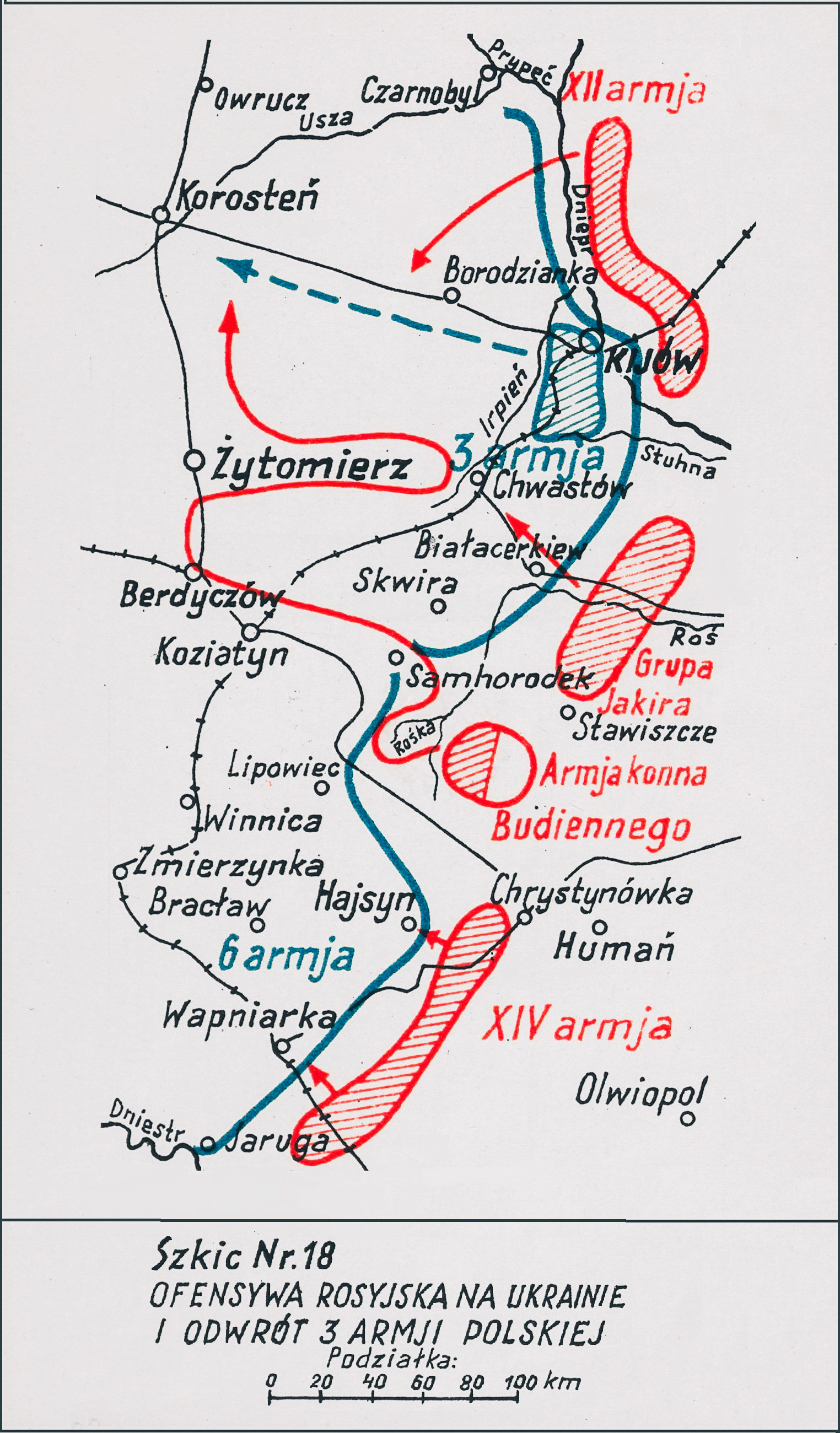
Adam Przybylski,
Wojna polska 1918–1921

Bitwa pod Hornostajpolem – walki polskiej 7 Brygady Jazdy gen. Aleksandra Romanowicza i 6 pułku piechoty Legionów mjr. Bolesława Popowicza z oddziałami sowieckiej Grupy Aleksandra Golikowa toczone w czasie ofensywy Frontu Południowo-Zachodniego na Ukrainie w okresie wojny polsko-bolszewickiej.

## Geneza
Po spektakularnym sukcesie wojsk polskich na Ukrainie i zajęciu 7 maja 1920 Kijowa, front ustabilizował się na linii od Prypeci, wzdłuż Dniepru, przez Białą Cerkiew, Skwirę, Lipowiec, Bracław, Wapniarkę do Jarugi nad Dniestrem.
Armia Czerwona wykorzystała okres zastoju na reorganizację sił i przygotowanie ofensywy. W rejon działań przybyła 1 Armia Konna Siemiona Budionnego. 26 maja rozpoczęła się sowiecka ofensywa na Ukrainie. 1 Armia Konna miała uderzyć na styk polskich 3. i 6 Armii, rozbić 13 Dywizję Piechoty, wejść na tyły 3 Armii i współdziałając z 12 Armią zamknąć i rozbić ją w Kijowie.

## Walczące wojska
| Jednostka                     | Dowódca                 | Podporządkowanie |
| Wojsko Polskie                |                         |                  |
| 7 Brygada Jazdy               | gen. Romanowicz         | 3 Armia          |
| ⇒ 17 pułk ułanów              | ppłk Witold Żychliński  |                  |
| ⇒ pułk jazdy tatarskiej       |                         |                  |
| 9 Dywizja Piechoty            | gen. Władysław Sikorski | Grupa Poleska    |
| 1 Dywizja Piechoty Legionów   | płk Juliusz Rómmel      | 3 Armia          |
| ⇒ 1 pułk piechoty Legionów    |                         |                  |
| → II/1 pułku piechoty Legonów | por. Stefan Holinkowski |                  |
| ⇒ 6 pułk piechoty Legionów    | ppłk Bolesław Popowicz  |                  |
| Armia Czerwona                |                         |                  |
| 25 Dywizja Strzelców          | Iwan Kutiakow           | Grupa Golikowa   |
| ⇒ 73 Brygada Strzelców        |                         | 25 DS            |
| ⇒ 75 Brygada Strzelców        |                         | 25 DS            |
| → 225 pułk strzelców          |                         |                  |
| 7 Dywizja Strzelców           | Aleksandr Golikow       | Grupa Golikowa   |
| ⇒ 20 Brygada Strzelców        |                         | 7 DS             |
| Baszkirska Brygada Kawalerii  | Musa Murtazin           | Grupa Golikowa   |
| ⇒ 7 pułk kawalerii            |                         |                  |

## Walki pod Hornostajpolem

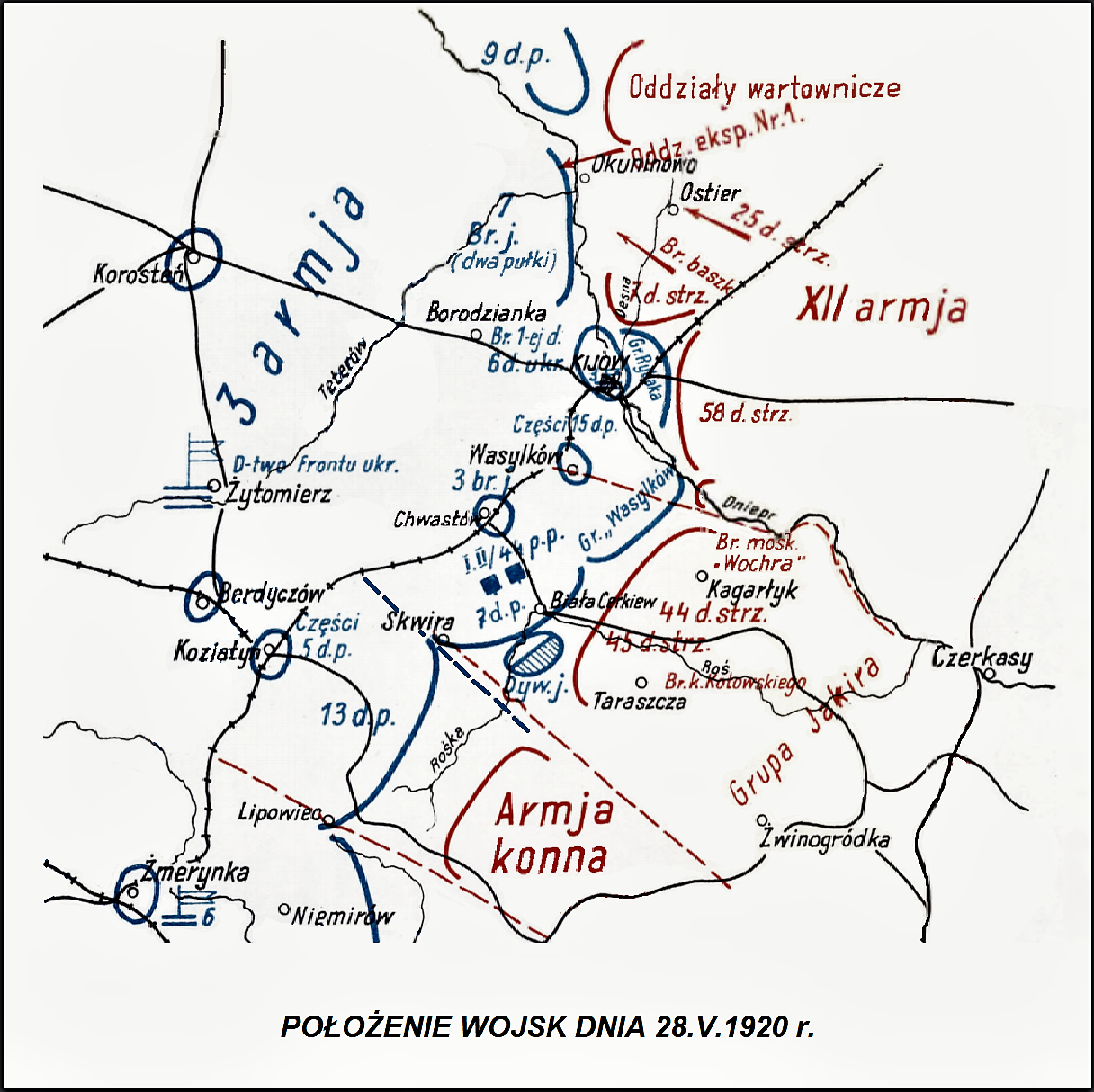
Stanisław Rutkowski, Pierwsze walki z Armią Konną pod Koziatynem

W końcu maja sowiecka 12 Armia komarma Siergieja Mieżeninowa i 1 Armia Konna Siemiona Budionnego podjęły działania zaczepne przeciwko 3 Armii gen. Edwarda Rydza-Śmigłego w rejonie Kijowa i na południe od tego miasta. Dowództwo polskie dokonało przesunięcia odwodów na prawe skrzydło 3 Armii, a na linii Dniepru, na południe od ujścia Prypeci do Wyszhorodu, pozostała słaba 7 Brygada Jazdy gen. Aleksandra Romanowicza, mając w swoim składzie jedynie 17 pułk ułanów i pułk jazdy tatarskiej. Na północ od ujścia Prypeci stały oddziały 9 Dywizji Piechoty gen. Władysława Sikorskiego.
Tymczasem 12 Armia przegrupowała swoje oddziały i naprzeciw lewego skrzydła polskiej 3 Armii stanęła licząca około 10 000 żołnierzy i posiadająca około 60 dział Grupa Aleksandra Golikowa. W jej skład wchodziła 7. i 25 Dywizja Strzelców oraz Baszkirska Brygada Kwalerii. Zadaniem Golikowa było sforsować Dniepr, uderzyć w styk 3 Armii i Grupy Poleskiej, a po przełamaniu polskiego frontu nacierać w kierunku na Korosteń.
Już 1 czerwca, jeszcze przed zakończeniem koncentracji grupy, Sowieci sforsowali Dniepr w rejonie Pieczkowa prawie 300 osobowym oddziałem i starli się z 3 szwadronem 17 pułku ułanów por. Zygmunta Moszczeńskiego. Nocą podeszła pod rzekę 73 Brygada Strzelców i, wykorzystując liczebną przewagę, z marszu sforsowała Dniepr i utworzyła przyczółki pod Stracholesiem i Rotyczami. 2 czerwca polscy ułani zostali wyparci z Hornostajpola. Widząc powagę sytuacji gen. Śmigły-Rydz wzmocnił brygadę jady gen. Romanowicza dwiema kompaniami 6 pułku piechoty Legionów. Jeszcze tego dnia polska piechota odbiła Hornastajpol, ale załamały się kontrataki 17 pułku ułanów na Stracholesie i Rotycze.
Ponieważ nowe sowieckie oddziały podchodziły nad rzekę, dowódca 3 Armii podporządkował gen. Romanowiczowi cały 6 pułk piechoty Legionów mjr. Popowicza, z przydzielonymi mu trzema bateriami 1 pułku artylerii polowej. Do czasu przybycia pułku 7 Brygada Jazdy miała utrzymać linię Teterewa. Obronę polskich ułanów wspierały 3. i 16 eskadra wywiadowcza oraz 7 eskadra myśliwska, bombardując pod Okuninowem sowieckie środki przeprawowe. Pomimo dużych strat, Sowieci nie przerwali przeprawy, a ponad pięćdziesiąt łodzi i statków oraz pięć opancerzonych jednostek flotylli dnieprzańskiej kontynuowało przerzut piechoty na przyczółki.
3 czerwca grupa Golikowa otrzymała zadanie prowadzenia natarcia w kierunku Malina i Borodzianki. Celem działań miało być odcięcie odwrotu polskiej 3 Armii z Kijowa. Dzień później Naczelne Dowództwo Wojska Polskiego nakazało przeprowadzić wspólną akcję siłami 9 Dywizji Piechoty z Grupy Poleskiej i oddziałów północnego skrzydła 3 Armii. Celem działań miało być zepchnięcie Sowietów za Dniepr. W tym celu 6 czerwca gen. Romanowicz miał uderzyć 7 Brygadą Jazdy i 6 pp Leg. przez Hornostajpol na Stracholesie i Rotycze. 2 Brygada Jazdy z Grupy Poleskiej miała obsadzić ujście Prypeci. Sowieci uprzedzili polskie natarcie i rano 5 czerwca 73 Brygada Strzelców zaatakowała Hornostajpol i wyparła z miejscowości pułk jazdy tatarskiej. Skutecznie kontratakował 6 pp Leg. i około 17.00 odzyskano Hornostajpol.
Wieczorem na polu bitwy zjawiła się Baszkirska Brygada Kawalerii i odbiła tę miejscowość, a oddziały mjr. Popowicza wycofały się na południowy brzeg Teterewa. Brzeg Dniepru na prawo od nowych stanowisk 6 pp Leg. i pułku jazdy tatarskiej obsadził 17 pułk ułanów. Jeszcze tego dnia na zachodni brzeg Dniepru przeszła cała 75 Brygada Strzelców, a pod Okuninow  podeszła 20 Brygada z 7 Dywizji Strzelców.
Nocą z 5 na 6 czerwca zgrupowanie gen. Romanowicza wzmocnił II batalion 1 pułku piechoty Legionów, z przydzieloną baterią artylerii. W ramach planowanego współdziałania gen. Sikorski wyznaczył do walk grupę złożoną z siedmiu kompanii piechoty, dywizjonu strzelców wołyńskich i baterii artylerii. Grupa ta miała obsadzić przeprawy nad Uszą, a następnie ruszyć wzdłuż Prypeci i Dniepru na Stracholesie przez Czernobyl. W ramach tegoż współdziałania 7 Brygada Jazdy otrzymała rozkaz uderzenia na Hornostajpol. I tym razem Golikow uprzedził natarcie Polaków. 6 czerwca Baszkirska Brygada Kawalerii i 25 Dywizja Strzelców uderzyły na pozycje 6 pp Leg. nad Teterewem. Gwałtowne natarcie sześciu pułków strzelców i trzech pułków kawalerii zepchnęło Polaków na Bohdany, a wchodząca do walki 20 BS zagroziła prawemu skrzydłu 6 pp Leg.
W tym czasie na pomoc 6 pp Leg. maszerował II/1 pułku piechoty Legionów por. Holinkowskiego. Przeszedł on przez Złodziejówkę, gdzie dołączyły do niego tabory 6 pp Leg. i artyleria. Gdy czoło batalionu osiągnęło skraj lasu około dwa km na północ od Złodziejówki, a artyleria i tabory wyszły długą kolumną na otwartą przestrzeń, z zarośli wyjechał do szarży sowiecki 7 pułk kawalerii. Polacy odparli szarżę ogniem artylerii i broni maszynowej. Walka opóźniła jednak marsz batalionu, zatem nawiązanie łączność z mjr. Popowiczem nastąpiło dopiero w momencie, gdy 6 pp Leg. pod naporem atakujących od czoła 75 BS i Baszkirskiej BK oraz oskrzydlającego manewru 20 BS opuścił okopy pod Bohdanami i schronił się do lasu. Wzmocniony nowo przybyłym batalionem mjr Popowicz rozpoczął o 18.00 kontratak, prowadząc go po obu stronach drogi Złodziejówka - Bohdany. W walce „na bagnety” żołnierze zmusili Baszkirską BK do odwrotu w kierunku Hornostajpola, a w Bohdanach nawiązali walkę z 225 pułkiem strzelców.
Ze względu na ogólne położenie na froncie, oraz wychodzenie na tyły polskiej piechoty pododdziałów 58 ps z 7 DS i 7 pułku kawalerii,  około 22.00 mjr. Popowicz otrzymał rozkaz odwrotu. Korzystając z deszczowej, ciemnej nocy, już po północy II/1 pp Leg. podszedł pod Złodziejówkę, zlikwidował sowieckie ubezpieczenia, wdarł się do wioski i rozbił z zaskoczenia dwa bataliony 58 ps. Przy zabitym dowódcy pułku znaleziono rozkazy operacyjne grupy Golikowa. Następnie batalion zajął stanowiska na północny wschód od Złodziejówki i osłaniał odwrót 6 pp Leg., artylerii i taborów.
Nie doszło do planowanej akcji Grupy Poleskiej, gdyż spadek wody na Prypeci opóźnił transport kompanii 9 DP statkami do Czernobyla, zaś próbę nawiązania łączności z 7 Brygadą Jazdy udaremnił oddział ekspedycyjny nr 1 grupy Golikowa, który podszedł pod Czernobyl. Wobec, jak to sam ocenił, słabości własnych sił, gen. Sikorski zaprzestał działań na korzyść 3 Armii. W tej sytuacji, zagrożony podwójnym oskrzydleniem gen. Rydz-Śmigły postanowił ewakuować przedmoście kijowskie. 8 czerwca Naczelne Dowództwo zarządziło na Ukrainie ogólny odwrót wojsk polskich.

## Bilans walk
Porażka Polaków pod Hornostajpolem była skutkiem zaskoczenia 3 Armii działaniami Grupy Golikowa oraz brakiem odwodów operacyjnych. Zabrakło także  skutecznego współdziałania ze strony Grupy Poleskiej. Przegrana bitwa stworzyła groźbę oskrzydlenia 3 Armii od północy, co w połączeniu z sukcesem 1 Armii Konnej Siemiona Budionnego pod Samhorodkiem zadecydowało o odwrocie wojsk polskich z Ukrainy. W bitwie obie strony poniosły duże straty.
Na sztandarze 6 pułku piechoty Legionów widniał między innymi napis nawiązujący do walk pułku nad Dnieprem: „Hornostajpol 7.VI. 1920”.